# راكا ماوماو

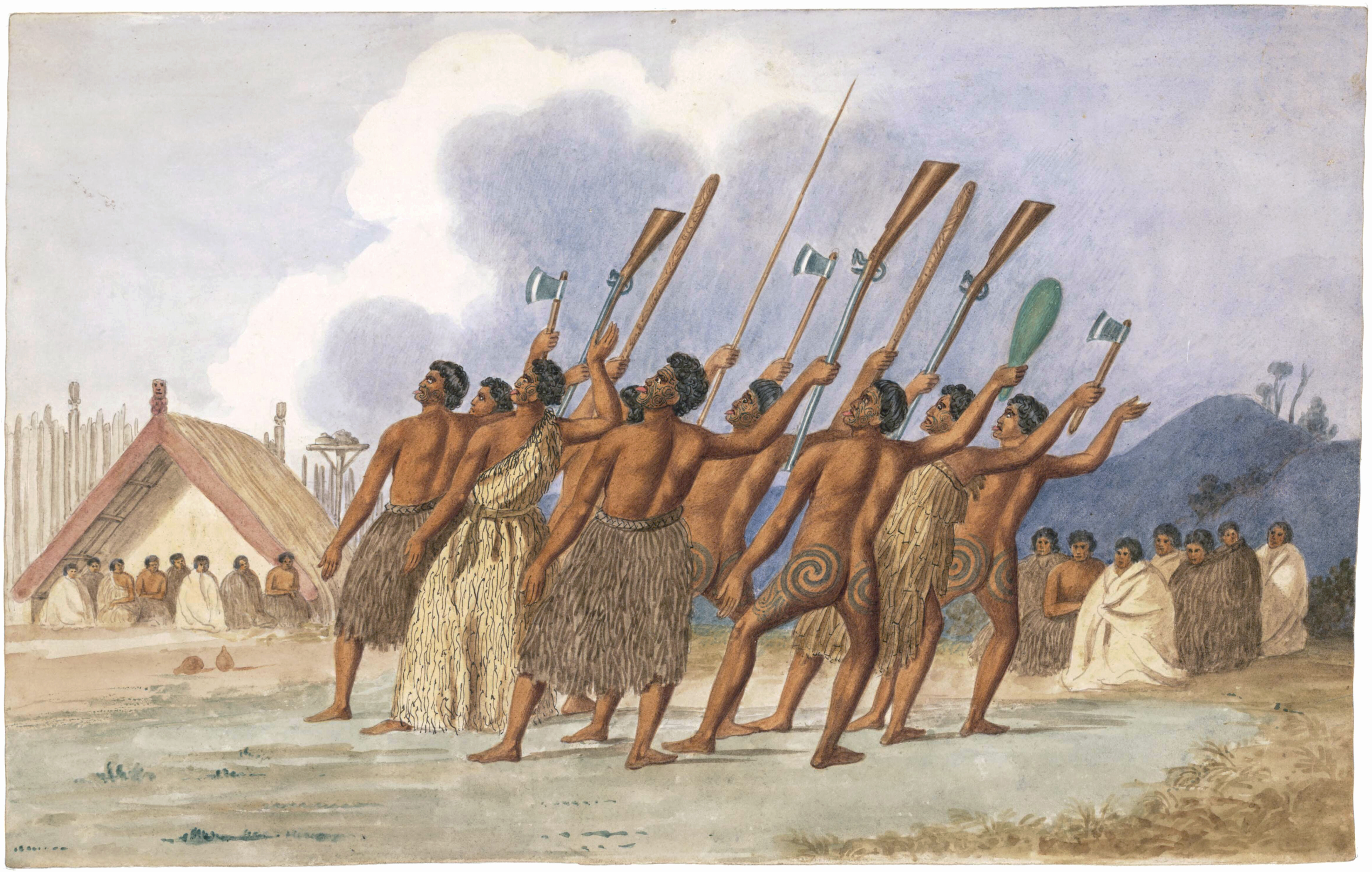
رقصة الحرب

راكا ماوماو (بالإنجليزية: Raka-maomao أو Rakamaomao)، في الأساطير الماورية، هو إله الرياح. هو إله الرياح المألوفة، على النقيض من أواه Tāwhirimātea، الذي هو إله العواصف. بالنسبة لقبيلة وايتاها في الجزيرة الجنوبية، كان راكا ماوماو مجموعة من الرياح التي هبت من الجنوب والشمال.